# Трета позиция
 Тази статия е за крайнодясната идеология.  За центристкото течение вижте Трети път.  
Третата позиция, Трета алтернатива или Трети път в политиката и политическите науки се нарича идеология, отричаща както комунизма (и марксисткия социализъм въобще), така и либералния капитализъм. Идеологията възниква в Европа, като нейни основни предшественици са националболшевизмът и щрасеризмът (лявото крило на германския националсоциализъм). Характерна е за фашистката идеология, чиито последователи често се самоопределят като представители на третия път. Като проява на тази идеология при фашизма и нацизма изследователят Дейвид Рентън сочи, че извън властта фашизмът печели привърженици с обещания за революция, но фактически идва на власт с помощта на политическия елит и веднъж взел власт в свои ръце работи за увеличаване на капитала чрез по-голяма експлоатация на работническата класа.

## Явления на Третата позиция след Втората световна война
- Аржентина – Отсенки от Третата позиция могат да се видят в политиката на аржентинския президент Хуан Перон в апогея на Студената война. Идеологията на перонизма се заключава в „третата позиция“ на т.нар. юстициалиъм, който търси обединяваща точка между идеализма и материализма и между колективизма и индивидуализма.[4]